# Peña Blanca, Michoacán de Ocampo
Peña Blanca är en ort i Mexiko.   Den ligger i kommunen Maravatío och delstaten Michoacán de Ocampo, i den södra delen av landet, 150 km väster om huvudstaden Mexico City. Peña Blanca ligger 2 128 meter över havet och antalet invånare är 130.
Terrängen runt Peña Blanca är kuperad åt nordost, men åt sydväst är den platt. Runt Peña Blanca är det ganska tätbefolkat, med 104 invånare per kvadratkilometer. Närmaste större samhälle är Maravatío, 9,3 km sydväst om Peña Blanca. I omgivningarna runt Peña Blanca växer huvudsakligen savannskog.